# Damianogambiet
Het Damianogambiet is in de opening van een schaakpartij een variant die te vinden is onder de koningspionopening.
Het gambiet begint met de zetten: 1.e4 e5 2.Pf3 De7 3.Lc4 f5.
Eco-code C 40.